# Palazzo Broggi
Palazzo Broggi, conosciuto anche come Palazzo delle Poste e Palazzo della Borsa vecchia per i suoi usi precedenti, è un palazzo storico situato nel centro di Milano in piazza Cordusio al civico 3.

## Storia
Il palazzo fu commissionato come nuova sede della borsa valori di Milano, dal 1809 situata nel Palazzo dei Giureconsulti di piazza Mercanti, ed eretto in concomitanza con la creazione della piazza Cordusio di fine '800 nell'ambito della vasta riorganizzazione urbana della zona che interessò l'area compresa fra piazza del Duomo e il castello Sforzesco. Il palazzo fu progettato dall'architetto Luigi Broggi ed inaugurato nell'ottobre 1901 (circa un anno dopo lo stesso Broggi avrebbe inaugurato un altro edificio sempre su piazza Cordusio, il palazzo del Credito Italiano, alla presenza del re Vittorio Emanuele III). Palazzo Broggi ospitò la sede della Borsa fino al 1932, quando la sede fu trasferita nel nuovo e non distante palazzo Mezzanotte di piazza Affari.

## Descrizione
Il palazzo, ottimo esempio dello stile umbertino in voga in quegli anni, presenta una facciata in pietra rosa di chiara ispirazione manierista: il pian terreno porticato è ornato con tre portali con timpani curvilinei spezzati, di cui il centrale ornato con due statue colossali dell'Industria e del Commercio, opera dello scultore Achille Alberti. Al primo piano finestre con timpani alternatamente triangolari e curvilinei vengono scandite da paraste di ordine ionico. Gli interni, oggi perduti, contemplavano affreschi del Commercio e dell'Industria di Angelo Comolli, mentre celebre era lo scenografico salone ornato con marmi pregiati.